# Месциско (гмина)
Месциско (пол. Mieścisko) — сельская гмина (волость) в Польше, входит как административная единица в Вонгровецкий повет, Великопольское воеводство. Население — 5862 человека (на 2004 год).

## Сельские округа
1. Будзеевко
2. Будзеево
3. Голашево
4. Гожево
5. Ярошево-Первше
6. Ярошево-Друге
7. Яворувко
8. Клодзин
9. Месциско
10. Милославице
11. Мирковице
12. Несвястовице
13. Пястовице
14. Плёнсково
15. Подлесе-Косцельне
16. Подлесе-Высоке
17. Попово-Косцельне
18. Сарбя
19. Веля
20. Закшево
21. Збетка
22. Жабичин

## Соседние гмины
1. Гмина Дамаславек
2. Гмина Яновец-Велькопольски
3. Гмина Клецко
4. Гмина Мелешин
5. Гмина Скоки
6. Гмина Вонгровец